# Octavian Luchian
Octavian Luchian (n. 16/29 iunie 1903, Probota, județul Suceava – d. 17 septembrie 1981, București) a fost un pasionat colecționar de monede, numismat și inginer român, membru al Societății Numismatice Române. A publicat o serie de articole privind în special numismatica Țării Românești și Moldovei. Unele articole mai vechi au numele autorului redat sub forma Octav Luchian.

## Activitate
În afara activității profesionale, ca inginer, Octavian Luchian a fost preocupat de adunarea și salvarea a numeroase vestigii arheologice, reușind mai ales să constituie o importantă colecție de monede și medalii. A fost interesat cu precădere de emisiunile monetare ale Țării Românești și Moldovei, ceea ce l-a îndemnat să treacă de multe ori pragul Cabinetului Numismatic al Academiei, unde a intrat în contact cu profesorul Constantin Moisil, căruia îi va dedica mai târziu un articol elogios. Îndrumările și încurajările primite l-au adus curând pe tânărul inginer și colecționar Octavian Luchian în rândurile Societății Numismatice Române, fiind ales membru activ în ședința din 17 ianuarie 1932. După stabilirea sa definitivă în București, a desfășurat o activitate numismatică intensă, susținând numeroase comunicări pe teme variate și publicând studii remarcabile.
A fost ales membru în Comitetul de Conducere al S.N.R. în 12 martie 1950, devenind vicepreședinte la 27 martie 1977 (reales la 27 aprilie 1980). A reprezentat Societatea Numismatică Română la sesiunea de la Praga, în 9-11 mai 1979.
Octavian Luchian este cunoscut în special ca inițiator și principal autor al catalogului standard în uz, Monede și bancnote românești, lucrare de o deosebită importanță care își menține utilitatea deși informația conținută este la nivelul anului 1976, anul editării. Catalogul este structurat astfel încât să descrie în formă accesibilă și condensată emisiunile monetare ale statelor medievale Țara Românească, Moldova, și Transilvania, urmate de emisiunile de monede și bancnote românești moderne, inclusiv probe monetare. Sunt prezentate și o serie de semne monetare (jetoane) românești, precum si un număr de emisiuni de necesitate, asignate etc. La finalul lucrării s-au introdus liste foarte utile pentru evaluarea gradelor de raritate, conform unui sistem bazat pe puncte. S-au mai atașat 2 coli pliante cu genealogiile dinastiilor domnitoare din Țara Românească (familia Basarabilor) și din Moldova (familia Mușatinilor). Ilustrația cuprinde numeroase fotografii alb-negru, desene și 20 de planșe color, prezentând monede din colecțiile autorilor, sau din alte colecții private și publice din România.
Când este folosit ca referință în publicații de specialitate, catalogul Monede și bancnote românești se abreviaza sub forma MBR, menționându-se pagina și numărul monedei/bancnotei la care se face referirea.

## Publicații

### Cărți
- Monede și bancnote românești, Octavian Luchian, Gheorghe Buzdugan, Constantin C. Oprescu, București, Ed. Sport-Turism, 1977.

### Articole
- Monede de la Ștefan cel Mare găsite la Sulița Nouă (Basarabia), CNA, 16, 1942, 123-124, p. 66-67.
- Noi tipuri monetare de la Iliaș voievod, Octav Luchian, CNA, 19, 1945, p. 54-56.
- Profesorul Constantin Moisil, îndrumătorul, BSNR, 96-120, 1948-1972, p. 115-117.
- Moneda lui Ion Vodă cel Cumplit, SCN, 1, 1957, p. 441-446.
- Descoperiri de monede moldovenești, SCN, 1, 1957, p. 470-471.
- Un tezaur de monede moldovenești găsit în județul Bihor, SCN, 4, 1968, p. 413-417, 2 pl.
- Tezaurul monetar de drahme din Apollonia și Dyrrachium de la Budoi-Marghita (jud. Bihor), SCN, 5, 1971, p. 362-371, 2 pl.
- Emisiuni monetare și medalistice din timpul războiului ruso-turc (1769-1774) privind Țările române, Memoria Antiquitatis, 3, 1971, p. 299-313.
- Un nou tip de monedă de la Radu I, BSNR, 67-69, 1973-1975, p. 131-133.
- Mărturii privind falsuri monetare din trecutul Țărilor române, BSNR, 67-69, 1973-75, p. 187-189.
- Câteva știri și ipoteze în numismatica medievală românească, SCN, 6, 1975, p. 249-251 și l pl.
- Odysseus Apostol, 1895-1980, BSNR, 70-74, 1976-1980, p. 733.
- Constantin C. Oprescu, 1906-1980, BSNR, 70-74, 1976-1980, p. 737.